# Paul Girvan
Ne doit pas être confondu avec Paul Givan.
William Paul Girvan (né le 6 juillet 1963)  est un homme politique britannique nord-irlandais. Il est député de South Antrim de 2017 à 2024.

## Biographie
Membre du Parti unioniste démocrate (DUP), il est élu au conseil municipal de Newtownabbey en 1997, et de 2002 à 2004 en est le maire.
En 2003, il est élu à l'Assemblée d'Irlande du Nord, représentant South Antrim . Il est désélectionné par le DUP dans le sud d'Antrim en 2007  mais est réélu à l'Assemblée en 2010 quand il est choisi pour remplacer William McCrea à la suite de sa démission . Aux élections générales de 2017, il est élu député de South Antrim, après avoir battu le député unioniste sortant de l'Ulster, Danny Kinahan .
En mars 2019, Girvan est l'un des 21 députés à avoir voté contre l'éducation sexuelle et relationnelle inclusive des LGBT dans les écoles britanniques,,.